# Шишман (връх)
Шишман (на английски: Shishman Peak) е покрит с лед връх, разположен на 800 m н.в. в източния край на хребета Левски в планина Тангра на остров Ливингстън, Антарктика. Получава това име в чест на българския владетел цар Иван Шишман, и във връзка със селищата Цар Шишманово, Иван Шишманово, Шишманово и Шишманци, през 2004 г.

## Описание
Върхът се намира западно от Девинска седловина, 1,43 km на запад-северозапад от връх Кубер, 780 m североизточно от връх Пловдив и 3,45 km на юг-югозапад от нос Рила. Издига се над ледника Искър и залива Бруикс на север, и ледника Магура на юг.

## Картографиране
Българско картографиране на върха от 2005 и 2009 г.

## Карти
- South Shetland Islands. Scale 1:200000 topographic map No. 3373. DOS 610 – W 62 58. Tolworth, UK, 1968.
- Islas Livingston y Decepción. Mapa topográfico a escala 1:100000. Madrid: Servicio Geográfico del Ejército, 1991.
- S. Soccol, D. Gildea and J. Bath. Livingston Island, Antarctica. Scale 1:100000 satellite map. The Omega Foundation, USA, 2004.
- L.L. Ivanov et al, Antarctica: Livingston Island, South Shetland Islands (from English Strait to Morton Strait, with illustrations and ice-cover distribution), 1:100000 scale topographic map, Antarctic Place-names Commission of Bulgaria, Sofia, 2005.
- Л. Иванов. Антарктика: Остров Ливингстън и острови Гринуич, Робърт, Сноу и Смит. Топографска карта в мащаб 1:120000. Троян: Фондация Манфред Вьорнер, 2009. ISBN 978-954-92032-4-0 (Допълнено второ издание 2010. ISBN 978-954-92032-8-8)
- Л. Иванов. Карта на остров Ливингстън. В: Иванов, Л. и Н. Иванова. Антарктика: Природа, история, усвояване, географски имена и българско участие. София: Фондация Манфред Вьорнер, 2014. с. 18 – 19. ISBN 978-619-90008-1-6
- Antarctic Digital Database (ADD). Scale 1:250000 topographic map of Antarctica. Scientific Committee on Antarctic Research (SCAR), 1993 – 2014.